# Dreieck Halle-Süd
Dreieck Halle-Süd is een knooppunt in de Duitse deelstaat Saksen-Anhalt.
Op dit trompetknooppunt ten zuidwesten van Halle sluit de A143, de westrandweg van Halle, aan op de A38 Dreieck Drammetal-Dreieck Parthenaue.

## Geografie
Het knooppunt ligt in de stad Bad Lauchstädt in het Saalekreis. Nabijgelegen wijken zijn Delitz, Schotterey en Großgräfendorf en Bad Lauchstädt-Stadt. Nabijgelegen steden zijn Schkopau en Teutschenthal.
Het knooppunt ligt ongeveer 10 km ten zuidwesten van Halle, ongeveer 35 km ten westen van Leipzig en ongeveer 75 km ten noordoosten van Erfurt.

## Geschiedenis
Op 18 november 2003 werd het, toen nog onvolledige, knooppunt geopend voor het verkeer. Tezamen met het knooppunt gingen ook de A143 naar het noorden als de A38 richting het zuiden open voor het verkeer. Toen in december 2008 de A38 richting het westen werd geopend voor het verkeer was het knooppunt gereed.
Tijdens de planning had het knooppunt de naam Dreieck Lauchatal.

## Configuratie
Rijstrook
Nabij het knooppunt hebben beide snelwegen 2x2 rijstroken.
Alle verbindingswegen hebben twee rijstroken.
Knooppunt
Het is een trompetknooppunt.

## Verkeersintensiteiten
Dagelijks passeren ongeveer 25.000 voertuigen het knooppunt.
Wanneer de A143 wordt verbonden met de A14 verwacht men dat dit zal toenemen.
| Van                       | Naar                     | Gemiddeld aantal voertuigen per dag | Percentage vrachtverkeer |
| ------------------------- | ------------------------ | ----------------------------------- | ------------------------ |
| AS Eisleben (A 38)        | AD Halle-Süd             | 21.500                              | 18,3 %                   |
| AD Halle-Süd              | AS Bad Lauchstädt (A 38) | 20.000                              | 17,8 %                   |
| AS Halle-Neustadt (A 143) | AD Halle-Süd             | 09.100                              | 12,6 %                   |

## Richtingen knooppunt
| Aansluitende wegen                     | Aansluitende wegen                 | Aansluitende wegen                  | Aansluitende wegen | Aansluitende wegen |
| -------------------------------------- | ---------------------------------- | ----------------------------------- | ------------------ | ------------------ |
|                                        |                                    | richting Halle gepland: Maagdenburg |                    |                    |
|                                        |                                    |                                     |                    |                    |
| richting Nordhausen / Erfurt Göttingen | richting Leipzig München / Dresden |                                     |                    |                    |
|                                        |                                    |                                     |                    |                    |
|                                        |                                    |                                     |                    |                    |